# Nancy and Lee
Nancy and Lee, stiliserat som Nancy & Lee, är ett musikalbum av Nancy Sinatra och Lee Hazlewood som lanserades 1968 på Reprise Records. Albumet sålde bra både i Europa och Storbritannien och innehåller fyra av duons stora hitsinglar, "Summer Wine", "Jackson", "Some Velvet Morning", och "Lady Bird". Duon släppte ytterligare en LP tillsammans 1971, Did You Ever.

## Låtlista
1. "You've Lost That Lovin' Feelin'" - 3:23
2. "Elusive Dreams" - 3:12
3. "Greenwich Village Folk Song Salesman" - 2:35
4. "Summer Wine" - 3:39
5. "Storybook Children" - 3:10
6. "Sundown, Sundown" - 2:35
7. "Jackson" - 2:46
8. "Some Velvet Morning" - 3:45
9. "Sand" - 3:41
10. "Lady Bird" - 3:00
11. "I've Been Down So Long (It Looks Like Up To Me)" - 2:49

## Listplaceringar
- Billboard Hot 100, USA: #13[1]
- UK Albums Chart, Storbritannien: #17[2]
- VG-lista, Norge: #6[3]